# Hole in the Sky
Hole in the sky er det femte studiealbum fra den danske duo Laid Back, og det udkom i 1990.
Efter at der havde været lidt stille omkring Laid Back efter succesen med White Horse og ikke mindst "Sunshine Reggae", var hittet "Bakerman" fra Hole in the sky det nummer, der bragte duoen tilbage på hitlisterne.
Albummets titel er flertydig: Man talte på det tidspunkt meget om hullet i ozonlaget, og det blev ofte omtalt som "hullet i himlet" - altså "Hole in the sky". Den anden betydning knytter sig til en trist hændelse som nær havde betydet enden på Laid Back: Bygningen som Laid Back Studio ligger i var angrebet af råd og svamp i tagkonstruktionen. I en periode i sommeren 1987 var taget derfor fjernet, og erstattet af en midlertidig presenning, mens reparationen blev udført. Desværre var den ikke bundet forsvarligt fast, så da et skybrud med kraftige vindstød ramte København blæste afdækningen af, og regnskyllet - som nærmest var som et hul i himlen - sendte store vandmasser ned i studiet og totalskadede instrumenter og udstyr for et millionbeløb. Gruppen skulle derfor starte helt forfra, og det efterfølgende slagsmål med forsikringsselskabet, og det at de i lang tid ikke kunne lave ny musik, og derfor blev opgivet af deres pladeselskab, var tæt på at føre til gruppens opløsning. 

## Trackliste
1. "Bakerman"
2. "Hole in the sky"
3. "Fly with me"
4. "Highway of love"
5. "I walk proud"
6. "Bet it on you"
7. "Too late to worry"
8. "I wish"
9. "Raindrops in the Peace pipe"
10. "Bygones"

## Medvirkende
- John Guldberg (sang og guitar)
- Tim Stahl (sang og tangenter)
- Hanne Boel (sang på "Bakerman")
- Sanne Salomonsen (sang på "Too late to worry")
- Susanne Carstensen og Mia Martinez (sang på "Hole in the sky" og "Bygones")
- Jacob Andersen (percussion på "Fly with me" og "Too late to worry")
- Klavs Menzer (trommer på "Highway of love" og "I wish")
- Wili Jønsson (bas på "Highway of love")
- Georg Olesen (bas på "I walk proud")
- Henning Pold (bas på "I wish")